# Guala Bicchieri
Guala Bicchieri (ur. ok. 1150, Vercelli — zm. 31 maja 1227, Rzym) — włoski duchowny katolicki, kardynał i dyplomata papieski.

## Życiorys
W młodości studiował prawo na uniwersytecie bolońskim, uzyskując tytułu doktora praw. W 1187 roku był kanonikiem kapituły katedralnej w Vercelli. W grudniu 1204 papież Innocenty III mianował go kardynałem, początkowo z tytułem diakona S. Maria in Portico, a następnie (od 1211) prezbitera Santi Silvestro e Martino ai Monti. W następnych latach wielokrotnie służył jako legat papieski w Anglii, południowej Francji, północnych Włoszech i w Niemczech. Szczególnie ważna była legacja w Anglii w latach 1216–1219, w trakcie której sprawował faktyczne zwierzchnictwo nad Kościołem angielskim. Sygnował bulle papieskie wydane między 9 stycznia 1205 a 31 maja 1227. Uczestniczył w papieskiej elekcji w marcu 1227. W ostatnich latach życia sprawował funkcję protoprezbitera Kolegium Kardynalskiego. Zmarł krótko po wyborze papieża Grzegorza IX.